# Kiessee (Maust)
Der Kiessee liegt südlich von Maust auf dem Gemeindegebiet von Teichland im Landkreis Spree-Neiße in Brandenburg.
Er ist ein Restsee des ehemaligen Kiestagebaus, hat eine Fläche von 21 Hektar und ist ein beliebter Erholungs- und Badeort für die Bewohner umliegenden Orte Maust, Neuendorf und Wilmersdorf. Die Nutzung von Booten auf dem See ist nur zur Bewirtschaftung erlaubt. Innerhalb des Sees befindet sich eine kleine Insel, die hauptsächlich von Vögeln genutzt wird.